# Murat Çakır
Murat Çakır (* 21. Juni 1960 in Istanbul) ist ein türkisch-deutscher Politiker. Er war von Januar 2005 bis zum Frühjahr 2006 Pressesprecher sowie Vorstandsmitglied der WASG. 

## Leben
Seit dem Jahr 1970 lebt Murat Çakır in der Bundesrepublik Deutschland. Er ist verheiratet und arbeitet als selbstständiger Übersetzer. Seine politische Karriere begann er als WASG-Mitglied im Landesverband Hessen.
Danach wurde er Bundesvorsitzender der Föderation der Immigrantenvereine aus der Türkei (GDF) und Bundesvorsitzender der Ausländerbeiräte Deutschlands.
Bis zum Jahr 2000 war er ehrenamtlich im Bundesausländerbeirat tätig. Vom 22. Januar 2005 bis zum Frühjahr 2006 gehörte er dem Gründungsvorstand der WASG und war deren Pressesprecher. Danach wechselte er in eine Festanstellung bei der Rosa-Luxemburg-Stiftung als Leiter des Regionalbüros Hessen.
Bei der Oberbürgermeisterwahl am 5. März 2017 in Kassel trat Çakır als Kandidat der Partei Die Linke an und erhielt 8,4 % der abgegebenen Stimmen.

## Werke
- MigrantInnen als Sündenböcke : Scheitert die "Integration" an Fremdenfeindlichkeit? VSA, Hamburg 2008, ISBN 3-89965-942-2., 55 S.
- als Herausgeber mit Nikolaus Brauns: Partisanen einer neuen Welt: Eine Geschichte der Linken und Arbeiterbewegung in der Türkei Die Buchmacherei, Berlin 2018, ISBN 978-3-9819243-4-3.